# Gamma Sagittae
Gamma Sagittae (γ Sagittae / γ Sge) è la stella più brillante della costellazione della Freccia. Dista 275 anni luce dal sistema solare e la sua magnitudine apparente è + 3,53.

## Caratteristiche fisiche
Si tratta di una gigante rossa di classe spettrale M0III, anche se talvolta viene classificata di classe K5. La sua massa è 2,5 volte quella del Sole mentre il raggio è 55 volte superiore. Nata circa 750 milioni di anni fa come una calda stella di classe B9, si appresta a divenire una variabile di tipo Mira